# Aula Régia de Desenho e Figura
A Aula Régia de Desenho e Figura foi a primeira instituição de ensino de Artes Plásticas a ser instituída no Brasil, já ao final do período colonial.
Instalada no Rio de Janeiro, em novembro de 1800, foi nomeado para dirigí-la Manuel Dias de Oliveira, um pintor brasileiro com formação européia.
Estéticamente, destacou-se por romper com a cópia até então praticada, instaurando o modelo vivo.
Tendo formado vários pintores, com a chegada da Missão Artística Francesa ao Brasil, o artista foi destituído de seu cargo (1822), tendo Dias de Oliveira aberto uma escola pública, em Campos, na então Província do Rio de Janeiro (1831).